# 魔術師2
『魔術師2』（マジシャンスクウェア）は、岡野剛による日本の漫画。『週刊少年ジャンプ』（集英社）において、2001年35号から2001年51号まで連載された。全16話、全2巻。プロ奇術師の北見マキ監修による奇術をテーマとしている。

## 登場人物
天台ムサシ（てんだい - ）
力とスタミナだけが取り柄の男で喧嘩早い。手先は不器用だが手品が大好きで、子供の頃見たショーに感銘を覚え、その時助けた少女（実は女装したクロードだった）に恋心を抱き、彼女に会いたい一心で手品を始めるようになった。
名前の由来は、天台宗の僧坊であった武蔵坊弁慶から。
クロード＝ホーガン（クロード＝ハッティマン）
ムサシの中学校に転入してきた美少年で、華奢な体つきのために女性と間違えられることが多い。また、女装が得意であり、幼少の頃から現在に至るまでムサシを完全に惑わせてしまい、作中で彼とキスまで交わしている。その行動はボーイズラブを思わせたが、最終回で恋人が転校してくることで疑惑は解消された。実は世界的なマジシャン、ヨシュア＝ハッティマンの息子だが、マジックショーで失敗し死亡（本人は事故死だと思っていたが、実はライバルであったマジシャンの差金による他殺だった）、以後はアジャーリ・ホーガンという男の養子となり、奴隷同様に扱われたことで、心に傷を負っていた。
名前の由来は九郎判官源義経、父親の名は八幡太郎源義家から（義経の父は源義朝だが、岡野が義朝を嫌っていたため）。
美輪法子（みわのりこ）
ムサシのクラスに転校してきた関西生まれの少女。作中のヒロイン。かなりがめつい性格。最初は煙たがられていたがクロードに認められ、二人のマネージャー役を請け負う。
名前の由来は琵琶法師から。
藤原陸奥五郎（ふじわらむつごろう）
陸奥町に大邸宅を構える大地主。クロードの居候先で、クロードを匿って世話をしていた。モデルは藤原秀衡。
カミーユ・ノートン
クロードのライバル。超能力者を名乗る少年魔術師で、ピアノ線の使い手。同じマジシャンでありながら実力に伸び悩んでいた父親に命じられ、クロードの父親を事故を装って殺してしまった過去をもつ。息子であるクロードの復讐を懼れるあまり同い年の友達もつくらず、彼を一方的に敵視していた。最終的に、クロードが父を殺した自分を恨むどころか歯牙にもかけていなかったことに大きなショックを受け、クロードの影に怯えて生き続けてきたこれまでの人生の無意味さに絶望して豪華客船ダン・ノーラ（モデルは壇ノ浦）号を爆破、共に海の藻屑となった。
名前の由来は義経のライバルであった能登守平教経。このキャラデザインも次回作で使われている。
吉野シズカ
クロードを慕ってムサシの通う中学校に転入してくる長髪の美少女。小さなショー会社の娘で、見かけによらず運動神経は抜群。
名前の由来は静御前から。
レギュラーキャラ（予定）でありながら最終回にしか登場しなかった。作者はキャラクター解説の項目で、「女の子を中心に作品を描いていきたかった」と語っている。この作品の次回作のヒロイン（名前は違う）として登場している。

## 反響
北見マキは手品が現実的かどうかや専門用語が正しいかどうかといったことを監修しており、ストーリーやコマ割り、ギャグなどは岡野によるもので、ロープ抜けでナイフを使ったシーンについて手品師がみなそういう方法のようなでもっとマジカルに脱出して欲しいとする意見に対して、北見は担当編集者に進言するもそれで今回は行きたいとなり「奇術の技法や演技に沿ってストーリーが展開されないのが残念」と答え、作画に関してもラフ画を見て「もう少し加筆していただけると思っていた」と残念に思い、手品で人を傷付けることに否定的な意見が寄せられたときは北見は同意して読者層に合わせたとの見方を示すフォローとも皮肉ともとれる返事をして、トリックもない超能力者が登場する手品というタネが存在する題材を根底から覆す展開への指摘には手厳しく感じて「漫画ならではの技だとご理解ください」と全て現実的だと漫画として面白さが減るだろうからだと自らも無理があると感じながらも漫画家をかばうようなコメントをすると、バトル漫画の念や気、オーラなどが手品になってしまうことやバトルものではないと子供の人気が得られないのかとする疑問には「読者の意見が最優先される現状」だと肯定した。バーチャルネットアイドル ちゆ12歳はこれらのやり取りに言及して、奇術は「リアルに描いても地味なだけ」と結論付けた。